# Llibre de meravelles (Estellés)
El Llibre de meravelles, de l'escriptor valencià Vicent Andrés Estellés, és un poemari de 1971 el qual està constituït per tres seccions, i que és considerat com un dels poemaris més emblemàtics de la poesia valenciana. És l'obra més famosa de l'escriptor valencià.
El llibre descriu una visió entre real i meravellosa el país, en l'època que discorre entre la guerra i la postguerra.
Estellés va manllevar part del títol de la novel·la de Ramon Llull, Fèlix o Llibre de meravelles.

## Seccions
El poemari consta de 9 seccions, amb la primera de pòrtic i l'última d'epíleg, mentre que les 7 restants hi trobem el contingut central.
En la primera secció del Llibre de meravelles el poeta s'identifica amb els que comparteixen amb ell unes determinades formes de vida. Són els seus i li serveixen d'ancoratge vital. D'aquí parteix per fer el seu propi itinerari vital que, com al Fèlix lul·lià, inexpert i jove, l'instruirà sobre les "meravelles" del món.
La secció central parteix d'episodis i anècdotes que transcorren entre els 12 anys (moment en què s'inicia la Guerra Civil Espanyola) i la trentena de l'autor (moment del matrimoni i de la responsabilitat d'una família). Com que l'adolescència i la joventut del poeta transcorren durant la guerra i, sobretot, en la postguerra, aquest és el llibre estellesià de la postguerra per excel·lència. Forma part dels Manuscrits de Burjassot, que reconstrueixen l'ambient de l'època.
A la darrera secció del llibre, el poeta, casat i responsable d'una família, troba un destí. La seva responsabilitat no s'esgota, però, en la família, sinó que aquesta l'imbrica encara més en la comunitat.